# Tirteafuera
Tirteafuera es una pedanía española perteneciente al municipio ciudadrealeño de Almodóvar del Campo, en Castilla-La Mancha.

## Historia

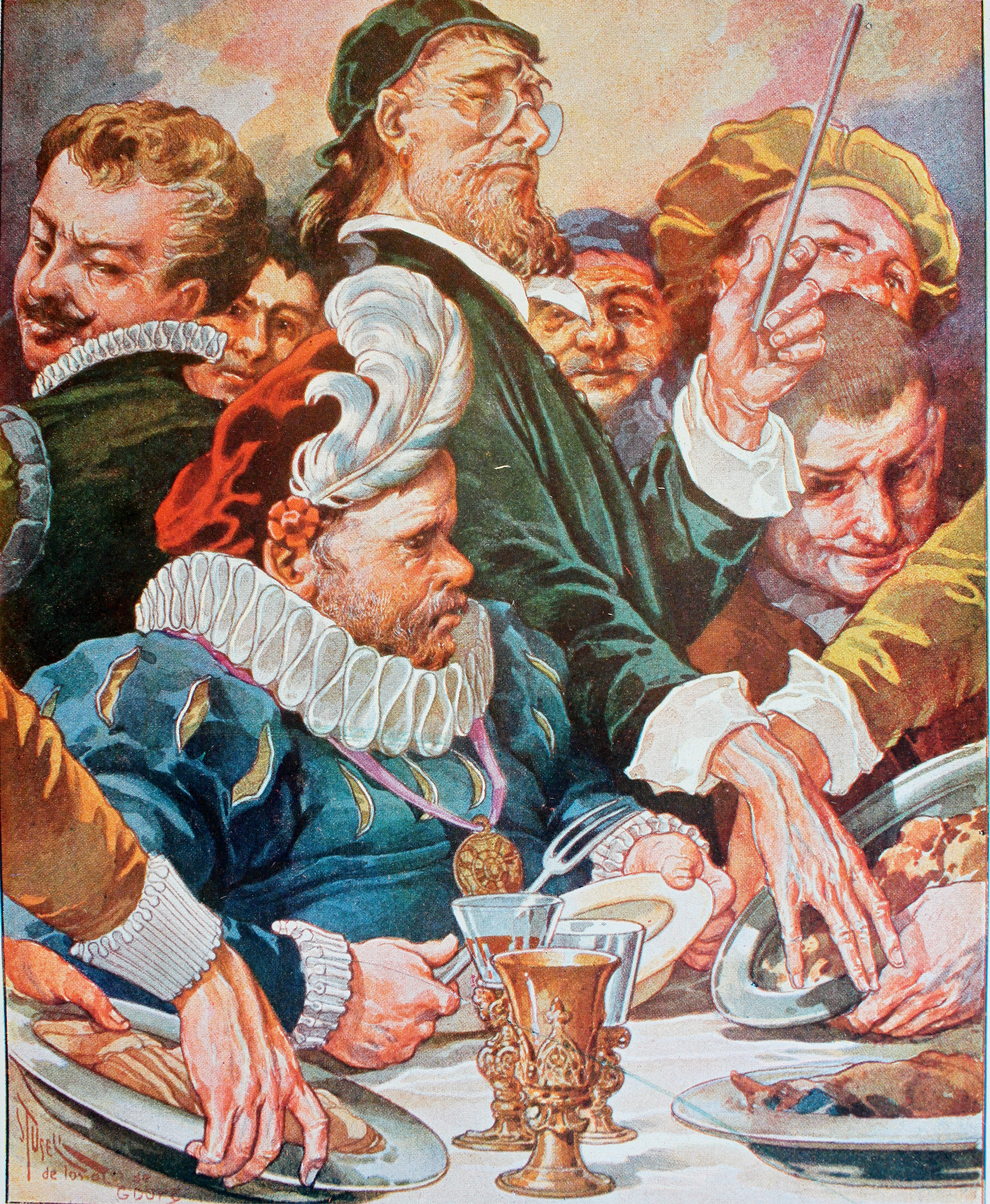
Pedro Recio Agüero junto a Sancho Panza

La localidad es nombrada por Cervantes en el capítulo xlvii de la segunda parte de Don Quijote de la Mancha (1615) como lugar de nacimiento de Pedro Recio de Agüero, médico que asesora a Sancho en lo que tiene que comer durante su desempeño como gobernador de la Ínsula Barataria.
Tirteafuera, que llegó a contar con ayuntamiento propio, aparece descrita en el decimocuarto volumen del Diccionario geográfico-estadístico-histórico de España y sus posesiones de Ultramar (1849) de Pascual Madoz de la siguiente manera:

TIRTEAFUERA: l. con ayunt. de la prov. de Ciudad Real (7 leg.), part. jud. de Almodovar del Campo (1), aud. terr. de Albacete (33), dióc. de Toledo (24), c. g. de Castilla la Nueva (Madrid 35). sit. en un cerro sobre un filon de pizarras, que afea y hace intransitables las calles; tiene 400 casas, una mala escuela y una igl. (Sta. Catalina), aneja á la parr. de Almodovar, servida por un teniente de fija residencia, y carece de cementerio. A la parte del E. cruza el r. llamado de la Vega, en cuyas márg. hay algunas huertas; sécase en verano, y los pantanos que deja suelen producir tercianas. El térm. es comun con las v. de Almodovar y Villamayor, poseyendo sus propios una huena deh. : á una leg. O. se halla la antigua mina ant. llamada del Viejo, de la que se supone haberse estraido plata. El terreno es llano, de monte y de secano. prod:  trigo, cebada y centeno; se mantiene ganado lanar y cabrio, y se cria caza menuda: los hab. se dedican al laboreo de tierras y guarda de ganados. pobl.: 52 vec., 260 alm. cap. imp.: 18,100 rs. contr.: 4,063 rs. 23 mrs.
(Madoz, 1849, p. 765)

A finales del siglo XIX, el seudónimo «Pedro Recio de Tirteafuera» apareció en la revista madrileña Vida Nueva (1898-1900), habiéndose este atribuido tanto a Pío Baroja como a Dionisio Pérez. Tirteafuera da nombre a la hoja 809 del Mapa Geológico de España.
En el siglo XXI, la localidad cuenta con servicios como tiendas, farmacia, autobuses y centro de salud. Además posee pistas polideportivas polivalentes municipales y gratuitas, un mirador con merendero, un centro de enseñanza actualmente en desuso y utilizado como centro de actividades y centro social, y pistas para que jueguen los mayores a los bolos.

## Demografía
| Gráfica de evolución demográfica de Tirteafuera entre 1842 y 1860 |
| |
| Población de derecho según los censos de población del INE Población de hecho según los censos de población del INEEntre el censo de 1877 y el anterior, este municipio desaparece porque se integra en el municipio Almodóvar del Campo |

La población de la localidad ascendía a mediados del siglo XIX a 260 habitantes. En 2015 tenía una población de 126 habitantes según las cifras oficiales del INE. En 2017, el INE asignaba 123 habitantes a la entidad singular de población y 119 al núcleo de población.

## Turismo
Forma parte del corredor 4 de la Ruta de Don Quijote, con paisajes verdes entre olivos, volcanes y dehesas, además del corredor ecoturístico por Castilla-La Mancha Red Rocinante dentro del marco del Valle de Alcudia, y vías para la práctica del senderismo, ecoturismo y turismo rural, para personas, caballos y quad, además del entorno del río Tirteafuera.
En sus alrededores se pueden visitar también las Minas de Villazaide, junto al pueblo abandonado del mismo nombre, y la estación, cerradas desde la década de 1960 y aún en pie. También las minas de San Quintín y El Campillo, junto a sus respectivos pueblos fantasma.

## Transporte
Tirteafuera es atravesada por la carretera autonómica CM-4110 (la cual pasa mediante variante), dejando la carretera por dentro del pueblo como C-424, y tiene en la localidad el kilómetro cero la carretera CR-P-4114, que la une con la aldea cercana de Navacerrada. Además de con Navacerrada, la CM-4110 comunica Tirteafuera con Almodóvar del Campo, Puertollano, Abenójar y Almadén.
A nivel ferroviario, a 15 km de Tirteafuera, en Puertollano, hay una estación de AVE.

## Patrimonio
En la localidad se encuentra la iglesia de Santa Catalina, declarada bien de interés cultural, que dataría del siglo XIII. También se encuentran las denominadas Casa del Arco y Casa Grande, el pósito y un puente medieval. 

## Fiestas
Sus fiestas patronales son el primer fin de semana de octubre, en honor a la Virgen del Rosario.
También es tradicional la romería celebrada el 1 de mayo, de interés turístico regional, en la que se realiza el encuentro de la imagen de la Virgen de Villamayor de Calatrava y la imagen del santo de Tirteafuera dentro de las aguas del río Tirteafuera.